# ألفين والسناجب (سلسلة أفلام)
ظهرت مجموعة الرسوم المتحركة الخيالية ألفين والسناجب التي أنشأها روس باغداسريان في ثمانية أفلام طويلة منذ ظهورها لأول مرة.

## فيلم

### ألفين والسناجب (2007)
في مزرعة الأشجار ، وجد ثلاثة سنجاب مائل موسيقيًا ، ألفين (جاستن لونغ) ، المشاغب المؤذ ، سيمون (ماثيو غراي غوبلر) ، الرجل الذكي في الثلاثي ، وثيودور (جيسي مكارتني) السنجاب السمين الحبيب ، العثور على شجرتهم مقطوعة ويتم نقلهم إلى لوس أنجلوس. بمجرد وصولهم إلى هناك ، يلتقون بكاتب الأغاني المحبط ديفيد إشبيلية (جايسون لي) ، وعلى الرغم من الانطباع الأول السيئ الذي يدمر المنزل ، إلا أنهم يثيرون إعجابه بموهبتهم الغنائية. رؤية فرصة للنجاح ، كل من البشر والسنجاب يبرمون ميثاقًا لهم لغناء أغانيه. في حين أن هذا الطموح يثبت وجود صراع محبط مع الثلاثي الصعب ، إلا أن الحلم أصبح حقيقة بعد كل شيء. ومع ذلك ، فإن هذا النجاح يقدم محاكماته الخاصة حيث يخطط مديرهم التنفيذي عديم الضمير ، إيان هوك (ديفيد كروس) ، لتفكيك هذه العائلة لاستغلال الأولاد. هل يستطيع Dave و Chipmunks اكتشاف ما يقدّرونه حقًا وسط السحر السطحي المحيط بهم؟

### ألفين والسناجب 2(2009)
ينتهي الأمر بأحاسيس البوب ألفين (جاستن لونج) وسيمون (ماثيو جراي جوبلر) وثيودور (جيسي مكارتني) في رعاية ابن عم ديف إشبيلية (جايسون لي) توبي (زاكاري ليفي) في العشرين من عمره. يجب على الأولاد وضع النجومية الفائقة للموسيقى جانبًا للعودة إلى المدرسة ، ويتم تكليفهم بإنقاذ برنامج الموسيقى بالمدرسة من خلال الفوز بجائزة 25000 دولار في معركة الفرق الموسيقية. لكن السناجب يلتقون بشكل غير متوقع بمباراتهم في ثلاثة سنجاب غنائي معروف باسم The Chipettes - بريتاني (كريستينا آبلغيت) وجانيت (آنا فارس) وإليانور (إيمي بولر). تشتعل الشرارات الرومانسية والموسيقية عندما تنطلق الشيبانكس والرقائق.

### ألفين والسناجب 3(2011)
يستمتع ديف (جايسون لي) و Chipmunks و Chipettes بالمرح والأذى في رحلة بحرية فاخرة قبل أن تأخذ إجازتهم البحرية منعطفًا غير متوقع إلى جزيرة مجهولة. الآن ، كلما بحث ألفين (جاستن لونج) وأصدقاؤه عن طريق للعودة إلى الحضارة ، أصبح من الواضح أنهم ليسوا وحدهم في هذه الجزيرة المنعزلة الجنة.

### ألفين والسناجب :رقاقة الطريق(2015)
لديهم ثلاثة أيام للوصول إليه وإيقاف العرض ، وينقذون أنفسهم ليس فقط من فقدان ديف ولكن ربما من اكتساب أخ غير شقيق.